# Irvine Company
La Irvine Company est une société privée américaine axée sur le développement de bien immobilier. Son siège social est situé à Newport Beach, en Californie, et la majorité de ses activités se concentre autour de la localité d'Irvine, une ville planifiée d'environ 280 000 habitants principalement conçue par la société Irvine. La société a été fondée par la famille Irvine et est actuellement détenue à 100 % par Donald Bren. L'entreprise étant privée, ses bilans financiers ne sont pas publics. Cependant, Donald Bren est le promoteur immobilier le plus riche des États-Unis, avec 15,3 milliards de dollars en avril 2021.

## Histoire

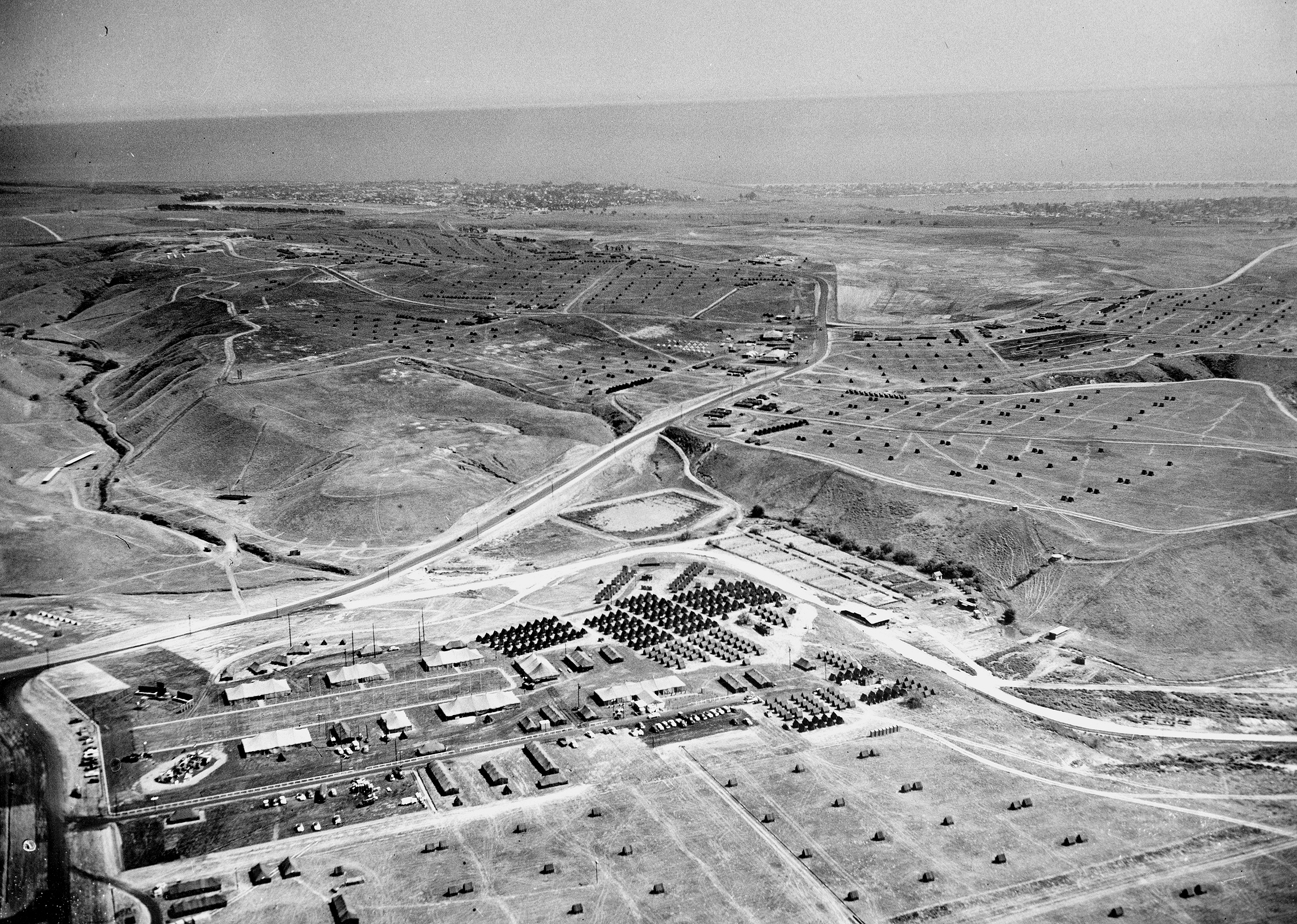
Site du jamboree des scouts de 1953

La société Irvine Company est issue des possessions foncières d'un ranch de 185 milles carrés (479 km2) en Californie du Sud fondé par James Irvine I, Benjamin Flint, Thomas Flint et Llewellyn Bixby en 1864 à partir de trois concessions de terres mexicaines contiguës. 
Irvine et ses partenaires ont commencé par acheter à Jose Antonio Sepulveda le Rancho San Joaquin, qui constitue la moitié côtière du ranch actuel. Sepulveda a été contraint de vendre son ranch en 1864 car un sécheresse a tué son bétail. En 1866, William Wolfskill vend le Rancho Lomas de Santiago qu'il utilisait pour l'élevage de moutons mais qui est en grande partie inexploitable à cause du terrain escarpé et vallonné. En 1868, le Rancho Santiago de Santa Ana est divisé à la suite d'un procès dont Flint, Brixby et Irvine étaient parmi les demandeurs. Contrairement à de nombreux autres propriétaires fonciers de Newport Beach, Irvine et ses partenaires n'avaient aucun intérêt à subdiviser et à vendre, cherchant plutôt à identifier les utilisations agricoles les plus lucratives de leur énorme étendue de terre, s'étendant sur plus de 120 000 acres (485,62 km2). 
James Irvine remarque en 1867 que lui et ses hommes « parcouraient [le ranch] souvent, rentrant parfois à la maison le soir après une balade de trente ou quarante milles assez fatigués, mais nous devions le faire dans l'ordre pour voir une grande partie du ranch et du troupeau. À l'époque, l'entreprise procède à des achats de parcelles adjacentes, "[donc] il [y avait] un périmètre considérable à parcourir, si l'on voulait [devait] voir une grande partie du [ranch]".
Irvine, d'origine irlandaise, a rencontré Collis Huntington, futur magnat du Central Pacific Railroad (CPR), lors d'un voyage à travers l'Atlantique. Plutôt que de sceller une amitié, un désaccord a perduré toute leur vie. Lorsque le Southern Pacific Railroad (SP) de Huntington a eu besoin de traverses les terres d'Irvine pour son trajet entre le comté d'Orange et San Diego, Irvine a refusé. Lorsque les ouvriers du SP ont commencé à poser des rails sur les terres d'Irvine sans autorisation, des employés du ranch armés de fusils de chasse ont affronté les ouvriers. Finalement, Irvine a accordé un droit de passage à l'Atchison, Topeka & Santa Fe Railway.
À la mort d'Irvine en 1886, son fils James Irvine II est trop jeune et des administrateurs sont nommés pour gérer le ranch jusqu'à ses 25 ans. Les administrateurs ont tenté de vendre le ranch aux enchères mais la transaction a été déclarée illégale et James II a repris les rênes du ranch. James II intensifie les efforts pour augmenter la production agricole.
En 1894, James Irvine II fonde la société Irvine Company pour gérer les propriétés foncières. Entre la fin des années 1800 et les années 1970, la société exerce une activité de bétail avec comme centre névralgique le "Bommer Canyon Cattle Camp",
En 1961, la société Irvine a vendu 990 acres à l'Université de Californie pour 1,00 $ et a permis de construire l'Université de Californie à Irvine. Trois ans plus tard, l'entreprise a vendu, à prix réduit, 510 acres supplémentaires à l'université. Au début des années 1960, l'université et l'entreprise, en collaboration avec l'architecte William Pereira, ont conçu le plan directeur d'Irvine Ranch pour développer la zone environnante. La ville d'Irvine, dont les citoyens l'ont officiellement constituée en 1971, s'est développée autour du campus.
À la fin des années 1970, la société Irvine cesse son activité bovine. En 1977, le promoteur immobilier Donald Bren (en) commence à acheter des actions de la société Irvine à la famille Irvine. Une fois les opérations bovines de la société Irvine terminées, la société Irvine a vendu la région de Bommer Canyon à la ville d'Irvine en 1981-1982. La ville d'Irvine a acheté le terrain avec des subventions obtenues du California Bond Act de 1974. En 1983, Bren était le propriétaire majoritaire de la société Irvine. En 1996, il avait acheté toutes les actions en circulation pour devenir l'unique propriétaire de la société Irvine.

## Opérations
La société Irvine développe des communautés planifiées de banlieue dans le centre et le sud du comté d'Orange, en plus de bâtiments résidentiels à Santa Monica, dans la Silicon Valley et dans le comté de San Diego .[réf. nécessaire] La société possède et gère également des immeubles de bureaux à Milpitas, San Jose, Sunnyvale, Downtown San Diego, Mission Valley, San Diego, La Jolla Village / University City, Sorrento Mesa, Del Mar Heights, Newport Center, UCI locations, Ouest de Los Angeles, Pasadena, Chicago et New York .[réf. nécessaire] Donald Bren est son président et unique actionnaire.
Le Irvine Ranch de 93 000 acres (376,36 km2) regroupe l'essentiel de l'exploitation de l'Irvine Company. Sur cette superficie, 44 000 acres (178,06 km2) sont conservés pour le développement tandis que le reste est préservé en tant que réserves naturelles et récréatives collectivement connues sous le nom de sites naturels d'Irvine Ranch.
En août 2014, la société Irvine a annoncé son intention de faire don et de préserver 2 500 acres supplémentaires de terres précédemment destinés à des résidences. Le ranch englobe près d'un cinquième du comté d'Orange, depuis l'océan Pacifique et le port de Newport, Laguna Beach et le canyon de Santa Ana, jusqu'à la limite de la forêt nationale de Cleveland.
En partie à cause de ses subventions de préservation des terres, en 2018, The Irvine Company a été nommée Business Philanthropist of the Year par la Greater Irvine Chamber of Commerce. La Chambre a également cité des dons de plus de 220 millions de dollars aux écoles et universités de la ville. 
Une liste partielle des villes situées dans les limites du ranch d'Irvine comprend:
- Irvine
- Laguna beach
- Anaheim (collines d'Anaheim)
- Tustin (Ranch Tustin)
- Orange
- plage de Newport

La société Irvine possède plusieurs grands centres commerciaux, notamment The Market Place et Irvine Spectrum Center à Irvine, et Fashion Island à Newport Beach, qui est entouré par la zone commerciale de Newport Center . La société Irvine détient également plusieurs immeubles de bureaux, en particulier à Irvine et Newport Center, le 20th Century Studios Plaza à Century City, Los Angeles, le MetLife Building à New York et près de 550 propriétés au total dans toute la côte californienne.[réf. nécessaire]